# رودولف اکشتاین
رودولف اکشتاین (آلمانی: Rudolf Eckstein؛ ۱ ژانویه ۱۹۱۵ – ۲۵ مهٔ ۱۹۹۳) قایقران روئینگ اهل آلمان بود.
وی در مسابقات کشوری و بین‌المللی در مجموع برندهٔ ۴ مدال طلا شده‌است.